# Все мои друзья мертвы (фильм, 2024)
«Все мои́ друзья́ мертвы́» (англ. AMFAD All My Friends Are Dead) — американский слэшер режиссёра Маркуса Данстэна и сценаристов Джоша Симса и Джессики Сары Флаум. Главные роли исполнили Джейд Петтиджон и Джоджо Сива.
Премьера фильма состоялась 8 июня 2024 года на кинофестивале «Трайбека». В США картину выпустит компания Cineverse 2 августа 2024 года. В кинотеатрах России слэшер выйдет 29 августа 2024 года.

## Сюжет
Группа друзей из колледжа едет на самый громкий музыкальный фестиваль года и арендует дом на Airbnb. Однако их выходные оборачиваются бедой: членов группы начинают убивать. Расследуя загадочные убийства, друзья приходят к выводу, что каждая смерть связана с одним из семи смертных грехов.

## В ролях
- Джейд Петтиджон — Сара
- Джоджо Сива — Колетт
- Дженнифер Энс — Мона
- Джастин Дериксон — Уилл
- Али Фумико Уитни — Лив
- Джулиан Хейг — Л.Б.
- Микаэлла Рассел[англ.] — офицер Шоу
- Карди Вонг — Аарон
- Джек Дуп-Смит — Гай

## Создание
В марте 2022 года издание Deadline сообщило, что Cineverse (ранее известная как Cinedigm) и Roundtable Entertainment подписали соглашение на сумму 15 миллионов долларов о совместном финансировании и владении интеллектуальной собственностью на 10 фильмов, первым из которых стал фильм «Все мои друзья мертвы». Сценарий написали Джош Симс и Джессика Сара Флаум. Изначально режиссёром стал Кевин Гротерт, но впоследствии должность была отдана Маркусу Данстэну.
В феврале 2023 года Джейд Петтиджон и Джоджо Сива получили главные роли. В мае этого же года Дженнифер Энс, Али Фумико Уитни, Джастин Дериксон, Джулиан Хейг, Карди Вонг, Джек Доуп-Смит и Микаэлла Рассел были выбраны на роли второго плана.
Съёмки проходили в Ванкувере с 3 по 19 мая 2023 года. Саундтрек к фильму написал Ростислав Вайншток.

## Релиз
15 и 19 февраля Film Mode Entertainment показала фильм на 73-м Берлинском международном кинофестивале. Мировая кинопремьера состоялась в рамках фестиваля «Трайбека» 8 июня 2024 года. В США картина будет выпущена компанией Cineverse 2 августа 2024 года, включая цензурированную версию для телеэкранов. В кинопрокат России ленту выпустит кинодистрибьютор «Атмосфера Кино» 29 августа 2024 года.

## Оценки
На агрегаторе рецензий Rotten Tomatoes 63 % из 8 критиков написали положительный отзыв о фильме, средняя оценка — 6 из 10.